# ایوونی میارامیاسا
ایوونی میارامیاسا (به لاتین: Ivony Miaramiasa) یک منطقهٔ مسکونی در ماداگاسکار است که در Ambositra District واقع شده‌است.
 ایوونی میارامیاسا  ۶٬۰۰۰ نفر جمعیت دارد و ۱٬۶۵۷ متر بالاتر از سطح دریا واقع شده‌است.